# Всё это и небо в придачу
«Всё это и небо в придачу» (англ. All This, and Heaven Too) — кинофильм режиссёра Анатоля Литвака, вышедший на экраны в 1940 году. Экранизация одноимённого романа Рейчел Филд, основанного на реальной истории её двоюродной бабушки Генриетты Делюзи-Депорт. Лента получила три номинации на премию «Оскар» — за лучший фильм, лучшую женскую роль второго плана (Барбара О'Нил) и лучшую операторскую работу в чёрно-белом фильме.

## Сюжет
Француженка Генриетта Депорт устраивается учителем французского языка в школу для девочек где-то в Америке, однако сразу же сталкивается со слухами о своём прошлом, которые распространяются среди учениц. Желая сразу же всё прояснить, она рассказывает классу свою историю. В 1846 году Генриетта прибывает в Париж и устраивается гувернанткой в дом герцога де Пралена. Она сразу же находит общий язык с его четырьмя детьми, однако приобретает могущественного врага в лице ревнивой герцогини, которая практически не занимается детьми и мечтает только о том, чтобы между нею и герцогом вновь, как когда-то, была близость. Герцог же уделяет много внимания детям и постепенно сближается с гувернанткой. В высшем свете французской столицы начинают распространяться неприятные слухи...

## В ролях
- Бетт Дейвис — Генриетта Делюзи-Депорт
- Шарль Буайе — герцог Шарль де Прален[англ.]
- Барбара О'Нил — герцогиня Франсуаза де Прален[англ.]
- Джеффри Линн — преподобный Генри Мартин Филд
- Вирджиния Уайдлер — Луиза де Прален, дочь Шарля и Франзуазы
- Джун Локхарт — Изабелла де Прален, дочь Шарля и Франзуазы
- Энн Тодд — Берта де Прален, дочь Шарля и Франзуазы
- Ричард Николс — Рейнальд де Прален, сын Шарля и Франзуазы
- Хелен Уэстли — мадам Лемер
- Уолтер Хэмпден — Паскье
- Генри Дэниелл — Бруссе
- Гарри Дэвенпорт — Пьер
- Джордж Кулурис — Шарпантье
- Монтегю Лав — маршал Себастьяни, отец Франсуазы
- Джанет Бичер — мисс Хейнс
- Фриц Лейбер — аббат Галлар
- Энн Гиллис — Эмили Шуйлер
- Мэрилин Ноулден — Марианна ван Хорн